# S/2003 J 5
S/2003 J 5（Eirene）は、木星の第57衛星である。

## 性質
S/2003 J 5 の見かけの等級は22.5であり、アルベドを0.04と仮定した場合、S/2003 J 5 の直径はおよそ 4 km と推定される。また、密度を 2.6 g/cm3 と仮定した場合、質量はおよそ 9.0 ×1013 kg と推定される。S/2003 J 5 は、木星から2300万km前後の距離を逆行軌道で公転し、軌道傾斜角が 165° 前後の不規則衛星のグループであるカルメ群に属している。

## 発見と名称
2003年2月6日に、スコット・S・シェパード (Scott S. Sheppard) が率いる天文学者チームによって発見され、S/2003 J 5 という仮符号が与えられた。すばる望遠鏡、カナダ・フランス・ハワイ望遠鏡とハワイ大学の望遠鏡を用いた観測で発見され、2003年3月4日の小惑星センターのサーキュラーで発見が報告された。
S/2003 J 5 は2003年の発見報告以来しばらくの間観測報告が無く、見失われた状態にあった。しかし2017年になって、すばる望遠鏡、マゼラン望遠鏡、セロ・トロロ汎米天文台の望遠鏡を用いた観測でシェパードらによって再発見され、同年6月9日に Jupiter LVII という確定番号が与えられた。
2019年2月にS/2013 J 5を含む5つの衛星の名称を一般公募すると発表され、選考の結果、同年8月にEireneという名称がS/2013 J 5の固有名として国際天文学連合に承認された。Eireneという名称は全知全能の神ゼウスと掟の女神テミスの間に生まれた平和の女神エイレーネーに因んでいる。